# Cité

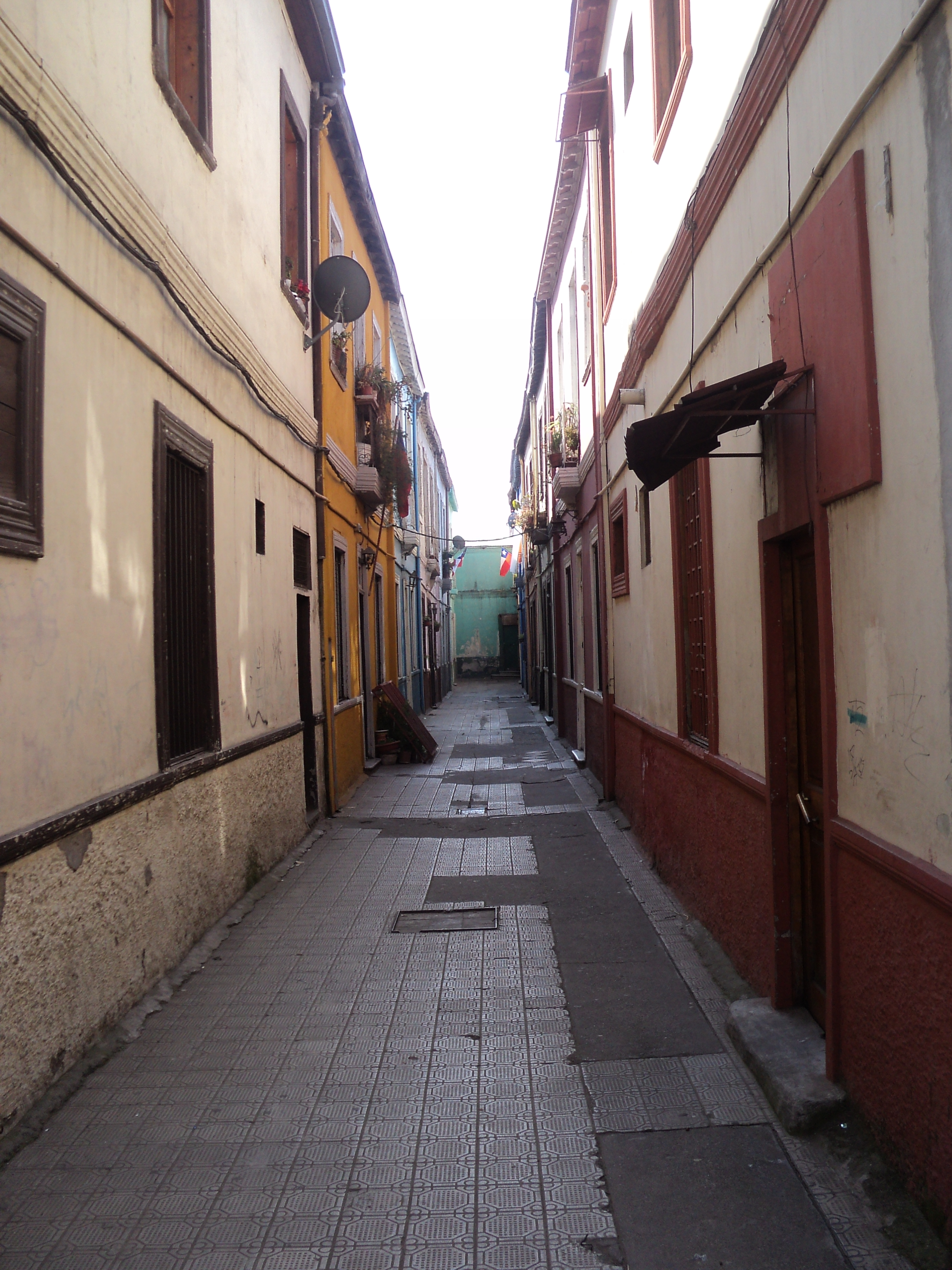
Un cité en el barrio Yungay.

Un cité es un modelo habitacional chileno de vivienda colectiva característico de la Región Metropolitana de Santiago. Estos se originaron a principios del siglo XX como respuesta a la falta de hogares por la alta industrialización de la zona. En 2017 se estimaba que en la Región Metropolitana existían más de 800 cités con una población aproximada de 40 mil personas.

## Orígenes
A principios del Siglo XX, en plena industrialización del país, el Estado chileno dicta la primera ley social de su historia, la «Ley de Habitaciones Obreras» en el año 1906, la que busca paliar el grave déficit habitacional de la época debido a la llegada de grandes flujos de población campesina a la ciudad en busca de empleo, ello fuertemente influenciado por la Encíclica Rerum novarum del Papa León XIII en 1891 y su «Cuestión social», las luchas del movimiento obrero y las corrientes higienistas europeas.
Es así como se integra a la ciudad consolidada un importante parque habitacional de vivienda popular, cuyas principales virtudes se sustentan en un diseño orgánico denso, de alta habitabilidad y respetuoso de su entorno edificado, produciendo además una armónica integración de estratos sociales en los barrios residenciales del centro histórico de Santiago, hasta el día de hoy.
Se dice que el primero de estos fue encargado por Melchor Concha y Toro al arquitecto Emilio Doyère Rouvieres, para que sus parientes en desfavorecida situación económica tuviesen dónde residir (Cité Concha y Toro). Sin embargo, sabiendo que no eran ellos precisamente los más desposeídos de la sociedad, esta tipología termina adoptándose como una de las soluciones más comunes y eficientes al problema de la habitación obrera.
El cité se es un conjunto de viviendas de fachada continua que enfrentan un espacio común, privado, el que tiene relación con la vía pública a través de uno o más accesos. Su denominación tiene como origen esta forma especial de relacionarse con el espacio público que recuerda la «cité» o ciudadela medieval amurallada. La cantidad de viviendas por cité depende principalmente de la superficie edificada por casa, ya que su tamaño puede variar entre los 35 y los 80 mt2 aproximadamente (esto generalmente dependiendo del estrato socioeconómico al que se destine). Podían tener uno o dos pisos y en varias ocasiones incorporar un patio interior. A diferencia de los conventillos, las viviendas de los cités incluyen los servicios (baño y cocina) en su interior y no en un espacio común. Por lo general se construían en adobe con tejas de arcilla. Por su parte, el espacio central del conjunto aparte de cumplir con la función de acceso y distribución hacia las casas se constituyó en varios casos como área verde para el conjunto a través de pequeños jardines, consolidando el espacio de encuentro entre los vecinos.

## Diferencias con los conventillos
Usualmente los cité son asociados a los conventillos, pero cuentan con una serie de diferencias. Los conventillos eran viviendas colectivas instaladas en casas unifamiliares adaptadas para tal fin, generalmente en mal estado o construcciones precarias levantadas o habilitadas para este objeto. Su característica principal era que cada familia disponía de una pieza que daba a un pasillo o a un patio común en el que ocasionalmente existía una fuente de agua y un servicio higiénico colectivo. El conventillo fue un espacio arquitectónico netamente urbano y popular, que permitió, en parte, racionalizar el crecimiento demográfico de la ciudad y enriquecer a sus dueños. Distinto es el caso del cité, que es definido como «un conjunto de viviendas, generalmente de edificación continua, que enfrentan un espacio común, privado, el que tiene relación con la vía pública a través de uno o varios accesos».[¿según quién?]
La principal diferencia entre conventillos y cités es que los segundos se diseñaron y edificaron con la intención de venderlos o arrendarlos como viviendas colectivas para obreros, y por lo tanto, su estructura, características arquitectónicas y su equipamiento son a propósito para el fin a que se le destina y la cantidad de personas que se espera que allí habiten. El cité fue concebido como solución habitacional en reemplazo de los conventillos insalubres y para esos efectos fue construido, resultando ser higiénicos.

## En la cultura popular
Los cités han formado parte muy fundamental de las ambientaciones de varias telenovelas chilenas como Piel canela (2001), Dama y obrero (2012) y Verdades ocultas (2017-2022). Además, han sido mencionados en libros, rutinas humorísticas y películas como Cité (2010).